# 富山市立藤ノ木中学校
富山市立藤ノ木中学校（とやましりつ ふじのきちゅうがっこう）は、富山県富山市にある市立中学校。

## 沿革
富山市立藤ノ木小学校下の生徒は、かつて富山市立新庄中学校へ通学していたが、藤ノ木小学校区の人口急増により新庄中学校が過大規模化したため、それを解消する目的で分離独立させたのが本校である。校舎は1986年9月に着工し、1988年2月22日に鉄筋コンクリート造り3階建て延べ5,780m2が完成、同年4月8日に開校式が挙行された。

## 校区
- 富山市立藤ノ木小学校[4]

## 周辺
- 常願寺川